# Giuseppe Battiston

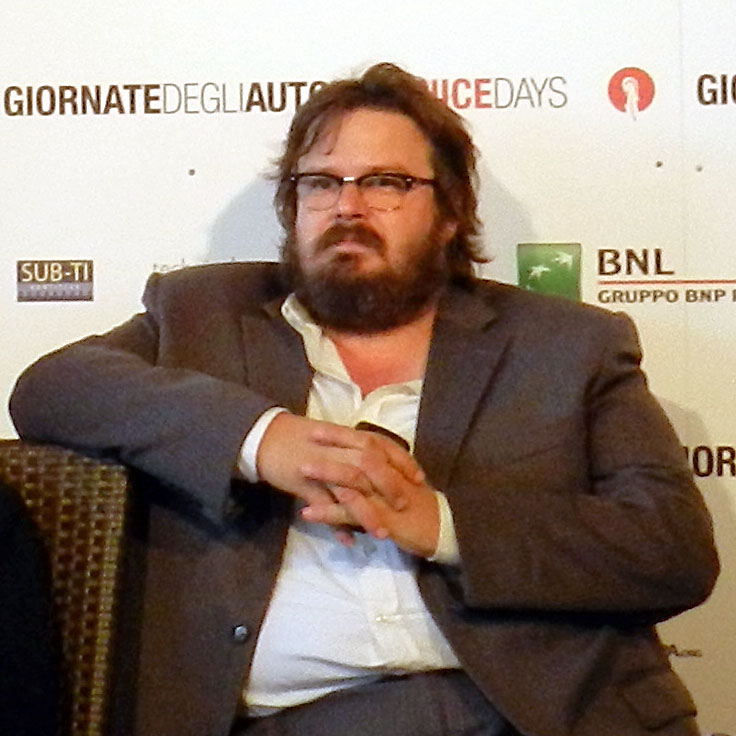
Giuseppe Battiston (2011)

Giuseppe Battiston (* 22. Juli 1968 in Udine) ist ein italienischer Schauspieler.
Battiston absolvierte an der Civica scuola d'Arte Drammatica "Paolo Grassi" in Mailand seine Schauspielausbildung, die er 1992 mit dem Diplom abschloss. Seither ist er als Bühnen- wie auch als Filmschauspieler tätig. In Deutschland wurde er bekannt durch Silvio Soldinis Brot und Tulpen.

## Filmografie (Auswahl)
- 1990: Italia - Germania 4 - 3, Regie: Andrea Barzini
- 1992: Die gespaltene Seele (Un'anima divisa in due), Regie: Silvio Soldini
- 1994: Era meglio morire da piccoli, Regie: Alessandra Scaramuzza
- 1995: Amati Matti Cortometraggio, Regie: Daniele Pignatelli
- 1996: Akrobatinnen (Le acrobate), Regie: Silvio Soldini
- 1997: Il più lungo giorno, Regie: Roberto Rivietto
- 2000: Brot und Tulpen (Pane e tulipani)
- 2004: Agata und der Sturm (Agata e la tempesta)
- 2005: Der Tiger und der Schnee (La tigre e la neve)
- 2007: Nicht dran denken (Non pensarci)
- 2007: Tage und Wolken (Giorni e nuvole)
- 2008: Amore, bugie e calcetto, Regie: Luca Lucini
- 2010: Was will ich mehr (Cosa voglio di più), Regie: Silvio Soldini
- 2010: Die Swingmädchen (Le ragazze dello swing) (Fernsehfilm)
- 2011: Venezianische Freundschaft (Io sono Li)
- 2013: Zoran – Mein Neffe der Idiot (Zoran, il mio nipote scemo)
- 2022: Pinocchio